# Міністерство середнього машинобудування СРСР
Міністерство середнього машинобудування СРСР (Мінсередмаш СРСР, МСМ СРСР)  — центральний орган державного управління СРСР, що здійснював функції з управління атомною промисловостістю та забезпечував розробку та виробництво ядерних боєзарядів. 
Утворено 26 червня 1953 Указом Президії Верховної Ради СРСР. 
Постановою Ради Міністрів СРСР від 1 липня 1953 на базі Першого головного управління та Третього управління при Радміні СРСР було утворено Міністерство середнього машинобудування СРСР і міністром середнього машинобудування був призначений В. О. Малишев.

## Структура
Перша структура Мінсредмашу СРСР затверджується 9 липня 1953, чисельність співробітників міністерства була встановлена у розмірі 3033 особи, у тому числі 583 спецприймальника на об'єктах. 13 липня 1953 міністр середнього машинобудування СРСР В. А. Малишев наказом № 7 затвердив штатну чисельність головних управлінь, управлінь та відділів міністерства: 
- Головне управління гірського устаткування  — 136 осіб
- Головне управління металургійного устаткування  — 95 осіб
- Головне хімічне устаткування — 108 осіб
- Головний прилад — 112 осіб
- Головспецмаш  — 987 осіб
- Відділ транспортного машинобудування  — 20 осіб
- Головпромбуд  — 462 особи
- Управління енергетичного обладнання  — 20 осіб
- Управління капітального будівництва  — 63 особи
- Головне управління постачання  — 70 осіб
- Управління устаткування  — 122 особи
- Планово-економічне управління  — 51 особа
- Технічне управління  — 46 осіб
- Науково-технічна рада № 1  — 34 особи
- Науково-технічна рада № 2  — 9 осіб
- Відділ спецприймання  — 65 осіб
- Управління науково-технічної інформації  — 15 осіб
- Управління головного механіка та енергетика  — 27 осіб
- Транспортне управління  — 42 особи
- Управління керівних кадрів  — 56 осіб
- Управління робітничих кадрів, праці та заробітної плати  — 34 особи
- Фінансове управління  — 15 осіб
- Центральна бухгалтерія  — 22 особи
- Секретаріат міністра  — 63 особи
- Канцелярія міністерства  — 40 осіб
- Другий відділ  — 50 осіб (в тому числі секретна частина на Спартаківський, 8).
- Господарське управління  — 75 осіб
- Управління робітничого постачання  — 45 осіб
- Науково-технічне управління  — 70 осіб
- Перший відділ  — 12 осіб
- Група № 1 /Т/  — 3 особи
- Інспекція при міністрі  — 5 осіб
- Житловий відділ  — 6 осіб
- Управління військово-будівельних загонів

1. Волзьке вище військове будівельне командне училище МСМ СРСР (інші мови)  — в/ч 04201, (Дубна)

## Діяльність
Підприємства міністерства займалися розробкою та виготовленням ядерної зброї, проектуванням та будівництвом транспортних засобів із атомними руховими установками: криголамів, підводних човнів, військових судів, космічних ракет та літаків, а також виробництвом радіоізотопних приладів та апаратури, будівництвом атомних станцій. 
Постановою Ради Міністрів СРСР від 27 червня 1989 Міністерство середнього машинобудування СРСР об'єднано з Міністерством атомної енергетики СРСР в єдине Міністерство атомної енергетики та промисловості СРСР . 